# タイガース全力応援宣言 MBSマンデーベースボールパーク
『タイガース全力応援宣言 MBSマンデーベースボールパーク』（タイガースぜんりょくおうえんせんげんエムビーエスマンデーベースボールパーク）は、毎日放送（MBSラジオ）で2020年3月23日から2021年9月27日まで放送されていたスポーツ情報番組。1行分の文字数が最大で9字に限られているラジオ番組表では、このタイトルを「タイガースマンデー」と略記していた。
『MBSベースボールパーク』（MBSラジオのプロ野球中継）の関連番組の1つで、NPB（日本プロ野球）で毎日放送の放送対象地域内（兵庫県西宮市の阪神甲子園球場）に本拠地を置く阪神タイガースを応援する姿勢を鮮明に打ち出しながら、阪神に関する情報・話題・企画を放送していた。

## 概要
2009年4月6日から2020年3月16日までおよそ11年間にわたって放送されてきた亀山つとむ（毎日放送野球解説者）の冠番組シリーズ（『亀山つとむのかめ友 Sports Man Day』→『亀山つとむのスポーツマンデー!』）の後継番組で、『スポーツマンデー!』から放送枠、一部の企画、番組終了時点でのスポンサーを継承。2019年から「タイガース全力応援宣言 MBSがヤル」（毎日放送グループにおける阪神の応援キャンペーン）のキャンペーンキャラクターを務める井上雅雄・藤林温子（いずれも同局のアナウンサー）を、パーソナリティに起用した。ちなみに藤林は、放送上「藤林虎子」という名義を使用していた。
オリックス・バファローズ（毎日放送の本社がある大阪市内の京セラドーム大阪に本拠地を置くNPB球団）や、野球以外のスポーツも扱っていた亀山の冠番組シリーズから一転して、「阪神が日本一になる（日本シリーズを制覇する）まで勝っても負けても応援する」というスタンスで阪神関連の話題に特化していることが特徴。阪神の日本一を後押しするのにふさわしく、選手からもチームからも歓迎されそうな応援のスタイルをリスナーと一緒に考える企画など、独自の試みも為されている。
なお、毎日放送は2021年3月31日（水曜日）までテレビ・ラジオ兼営局であったため、同年の4月改編後最初の放送（3月29日）までは当時のラジオ放送部門（ラジオ局ラジオ制作センター）が制作していた。この部門が4月1日付で株式会社MBSラジオへ移管されたことに伴って、4月5日放送分からは同社のコンテンツデザイン局が制作しているが、移管後も毎日放送（4月1日以降はテレビ単営局）へ勤務する井上・藤林は「MBSアナウンサー」との肩書で出演を続けていた。
阪神タイガースは2021年のセントラル・リーグでレギュラーシーズンの開幕からおおむね首位の座にいるが、MBSラジオでは同年の10月改編で、自社制作による平日の生ワイド番組を大幅に入れ替え。当番組も、レギュラーシーズンの全日程終了、クライマックスシリーズ、日本シリーズを相次いで控える11月を前に、レギュラーシーズン中の9月27日放送分で終了した。ただし、阪神がセントラル・リーグの優勝や日本シリーズの制覇を果たした場合に、特別番組として復活させることに含みを残している。
その一方で、MBSラジオでは2021年の4月改編から、『反田恭平 Growing Sonority』（ピアニストの反田恭平がパーソナリティを務めるYouTubeとの連動番組）を18:45 - 19:00に編成。10月4日からは、放送時間を拡大したうえで当番組の放送枠を引き継いでいる。月曜日夕方のスポーツ情報番組自体は『金村義明のええかげんにせぇ〜!』（2017 - 2020年度のナイターオフ期間に「MBSヨル隊」の火曜枠で放送された後に同日から15:00 - 17:43に通年で編成）で続けられているものの、『マイクのチバリョー!タイガース』から20年近く続いてきた18時台での放送は、当番組とともに終止符を打った。

## 放送時間
- 毎週月曜日 18:00 - 18:30
  - 番組の公式メールアドレスや、twitter上の公式アカウントを『MBSベースボールパーク』と共用。2020年度には、『MBSベースボールパーク』テレビ・ラジオ共通のテーマソングである「Answer」（ベリーグッドマンの書き下ろし曲）を、当番組でも使用していた。
  - 月曜日に阪神のレギュラーシーズン公式戦、クライマックスシリーズ（基本としてセントラル・リーグでの開催分）、日本シリーズ（第8戦）がナイトゲームとして屋外の球場で組まれる場合には、亀山の冠番組時代と同様に、当該試合中継の雨傘番組として設定。上記の試合を『MBSベースボールパーク』として中継する場合には、当番組を休止する一方で、豊永真琴（当番組と同じ時期に始まった『豊永真琴のMBSミュージックパーク』パーソナリティ）が中継のスタジオアシスタントを務めていた（2021年は当番組の終了後も継続）。
  - 放送週によっては、本編に続いて、『MBSマンデースペシャル』枠（19:00 - 20:55）で「MBSマンデーベースボールパーク番外編」を放送することがあった。また、2021年以降の日本プロ野球（NPB）レギュラーシーズン中には、全球団のナイトゲームが最初から組まれていない日曜日の夜間に編成される『MBSベースボールパーク番外編』（ナイトゲームの基本中継枠を活用した3時間の生放送番組）で当番組ベースの企画を随時放送。井上と藤林が、翌日の当番組とともに2日連続で出演していた。当番組の終了後も、『MBSベースボールパーク番外編』（NPBのシーズン中で阪神やポストシーズンのナイトゲームが組まれていない日に編成される3時間の生放送番組）で一緒にパーソナリティを務めることがある。

## 出演者

### パーソナリティ
いずれも毎日放送のアナウンサー
- 井上雅雄
  - 本来はスポーツアナウンサーで、6歳の頃から阪神を応援。毎日放送の入社後は、テレビ・ラジオを通じて、『MBSベースボールパーク』の阪神戦中継で実況やベンチリポートを担当している。前番組のパーソナリティであった亀山と、中継で共演する機会も多かった。
  - 井上が休演する場合には、同僚のスポーツアナウンサー（金山泉など）がパーソナリティ代理を務めていた。
- 藤林温子（放送上は「藤林虎子」名義で出演）
  - 2016年から2019年まで、『みんなの甲子園』（MBSテレビの選抜高等学校野球大会ダイジェスト番組）のアシスタントとして高校野球を取材。「タイガース全力応援宣言　MBSがヤル」のキャンペーンキャラクターに起用された2019年度以降は、『ミント!』（放送時間の一部が当番組と重なるMBSテレビの総合情報番組）の月曜日にプロ野球シーズン限定で「ファン目線」による阪神関連の取材・情報コーナーを担当するほか、MBSテレビ制作の阪神戦中継でリポーターを随時務めている。
  - 当番組で「藤林虎子」を名乗るのは、『ミント!』で2019年度に担当していたコーナーの名称が「ぶち破れ!私、藤林虎子になります」であったことに由来する。テレビ・ラジオとも阪神戦の中継へ本格的に出演する2020年度から、当番組をはじめ、阪神関連の話題を扱う番組・コーナーでは、自身の意向で「藤林虎子」という名義を使用。『ミント!』で担当していた上記の企画は、2020年4月から『ちちんぷいぷい』（前枠番組でかつて木曜日のアシスタントを担当）に「（あしたのために）フレ!フレ!スポーツ」（スポーツ関係者への応援コーナー）が新設されたことを機に、同コーナーの金曜分として続けられていた。もっとも、両番組が2021年3月で終了したことに伴って、毎日放送のテレビ番組から「藤林虎子」名義のレギュラー企画が消滅している。
  - MBSラジオでは2017年10月から、平日（2019年10月以降は月 - 木曜日）夕方の生ワイド番組『上泉雄一のええなぁ!』月曜日の一部コーナーに進行役でレギュラー出演。2019年1月からは、17時台の前半に「週刊カネスポ」（月曜日のパートナーでMBSラジオ野球解説者の金村義明によるスポーツ評論コーナー）の進行役を任されていた。2020年度も『ええなぁ!』月曜日へのレギュラー出演を続けていたため、当番組には「週刊カネスポ」の本番を終えてから登場。週によっては、両番組に続いて宿直勤務（月曜深夜～火曜早朝のテレビ・ラジオニュース担当）に就くこともあった。2021年度には、『ええなぁ!』月曜日のコーナー進行から外れたほか、宿直勤務も火曜深夜～水曜早朝（同期の玉巻映美との隔週交代）に変更されている。

藤林は福井県あわら市の出身で、当番組の出演期間中（2020年度）に第46回アノンシスト賞のCM部門で最優秀賞を受賞しているが、定時ニュース以外の担当番組ではアナウンサーらしからぬ珍言・言い間違いや福井弁混じりのイントネーションを頻繁に発している。当番組のスタートに際しては、このようなキャラクターを踏まえて、藤林への叱咤激励やツッコミに関する音源を用意。藤林が上記のハプニングを起こすたびに、ハプニングの内容に見合った音源をスタッフが間髪入れずに流している。番組開始当初は菱田盛之（『MBSベースボールパーク』タイトルコール・ジングルナレーター）が声を吹き込んだ叱咤激励風の音源（「何やってんだ!虎子」など）を主に使用していたが、放送が回を重ねるにつれて、藤林の先輩に当たるスポーツアナウンサー（井上・金山など）や、当番組へ評論のコメントを寄せるMBSラジオ野球解説者（詳細後述）が声を吹き込んだ音源も適宜使用。その一方で、エンディングでは、藤林が虎の咆吼風に「ガォー!」と叫ぶことで生放送を締めくくっていた。
MBSラジオでは、当番組が終了するタイミングで、『上泉雄一のええなぁ!』の放送枠を月 - 木曜日の夕方から『子守康範　朝からてんコモリ!』の後番組扱いで平日の早朝へ移動。この移動に伴って『金村義明のええかげんにせぇ〜!』を、当番組終了の翌週（2021年10月4日）から通年（金村義明がパートナーとして出演していた『ええなぁ!』月曜夕方分の後継番組扱い）で15:00 - 17:43に編成する。『ええかげんにせぇ〜!』では2017・2018年度に井上、2019・2020年度に金山が金村のパートナーを務めていたが、通年番組化を機に井上がパートナーへ復帰する。

### 準レギュラー
- 狩野恵輔（野球解説者で元・阪神捕手および外野手、ラジオでは毎日放送と専属契約）
  - 「タイガース全力応援宣言 MBSがヤル」のキャンペーンリーダーで、井上・藤林とは『せやねん!』（MBSテレビ）でも定期的に共演。当番組には、月に1回のペースでスタジオに登場していた（最終回にも出演）。

亀山・八木裕・藪恵壹（いずれも阪神OBでMBSラジオ野球解説者）も週替わりで論評を寄せているが、狩野と違ってスタジオには登場せず、井上が論評を紹介していた。

## 主なコーナー
◎印のコーナーはNPBのシーズン中限定、○印のコーナーはオフシーズン限定で放送。 シーズン中の放送では、その年の阪神のチームスローガンをタイトルに入れたコーナーを組み込んでいた。
- タイガース 先週のエエとこプレイバック◎[1]

『亀山つとむのスポーツマンデー』でNPBのシーズン中に放送されていた「タイガース　ええとこばっかりプレイバック」を改題したうえで継承。先週（放送前日までの1週間）の阪神戦ラジオ中継（主に『MBSベースボールパーク』での放送分）の実況同録音源から、エエとこ（阪神の選手が活躍したシーンや阪神の得点・勝利シーン）だけをつなぎ合わせて冒頭に放送していた。
「いいね、いいね! It's Show Time!」や「ナイスプレー! タイガース」といった菱田のコールを音源の前後に挿入。ただし、放送上は「タイガース 先週のエエとこプレイバック」というタイトルを入れずに、オープニングトークからの流れに沿って音源を流している。
- 狩野恵輔／亀山つとむ／八木裕／藪恵壹  オレのShow Time!◎

狩野がスタジオへ出演する週に放送する解説企画。狩野が出演しない週には、番組スタッフが亀山・八木・藪への取材から得た論評を、井上が紹介していた。

### 2020年度
阪神の年間チームスローガンは、「It's 勝／笑（しょう）Time!」。
- 藤林虎子の勝手にIt's 表勝（表彰）Time◎[1]／みんなで表勝（表彰）Time○

放送前日までの1週間の試合で活躍した阪神の選手を、「藤林虎子」こと藤林が勝手に表彰する企画で、「タイガース 先週のエエとこプレイバック」から直結。表彰を終えた後に、井上・藤林によるタイトルコールをはさんで本編に入っていた。
「藤林虎子の勝手にIt's 表勝（表彰）Time」は、藤林自身が表彰したい選手を決定。オフシーズン版のメインコーナーである「みんなでIt's 表勝（表彰）Time」では、表彰したい選手のリクエストを「みんな」（リスナー）から募集したうえで、藤林がリクエストを基に表彰状を代読していた。
- 雅雄のトラッキーナンバー◎[1]

現役のスポーツアナウンサーでもある井上雅雄が、スポーツ紙の記事・コラムなどを基に、トラ（阪神タイガース）にとってのラッキー（縁起のいい）データ（「阪神の一軍監督には、就任2年目のチームのレギュラーシーズン最終順位が1年目を上回る傾向がよく見られる」など）だけを、「トラッキーデータ」として紹介した。
井上雅雄以外のスポーツアナウンサーがパーソナリティを務める場合には、当該アナウンサーの裁量でアレンジを施すことがあった（金山担当回における「泉のトラッキーアルファベット」など）。
2020年5月11日放送分から一時、リスナー向けのクイズをコーナーの最後に追加。翌週に紹介する「トラッキーナンバー」を出題したうえで、そのナンバーを紹介する理由をリスナーに推測させていた。正解を投稿したリスナーや、井上が「面白い」と感じた解答を寄せたリスナーから、毎週1名にグッズをプレゼント。
NPBでは3月20日（金曜日・春分の日）にレギュラーシーズンの開幕を予定していたが、日本国内における新型コロナウイルス感染拡大の影響で、6月19日（金曜日）にまで延期した。延期期間中の当番組では、リスナーに向けてテーマを提示したうえで、寄せられたメッセージの一部を紹介することなどで対応。「雅雄のトラッキーナンバー」の範囲をNPB全体に広げたり、「藤林虎子の勝手にIt's 表勝（表彰）Time」を「藤林虎子　タッチ見ました」（『タッチ』を知らない藤林がテレビアニメ版のDVDを自宅で視聴した感想を毎週数話単位で述べるコーナー）に差し替えたりするなどの措置も講じている。

### 2021年度
阪神の年間チームスローガンは、「挑・超・頂（ちょう・ちょう・ちょう）－挑む、超える、頂へ－」。
- 挑む、飲む、頂きます－虎子（トラコ）ラム－◎
  - 藤林による放送前週の阪神応援日記から1日分を抜粋。「飲む」「頂きます」という言葉をタイトルに入れていることから、応援中に飲んだ酒や、応援のために用意した手料理にも触れている。ただし、藤林はからし蓮根 (お笑いコンビ)の伊織（熊本県の出身で福岡ソフトバンクホークスのファン）と2020年9月に結婚したため、実際には新婚生活の様子を明かすことが多かった。
- 今日の虎子占い◎
  - 「虎子ラム」に続いて、エンディングの間際に放送。放送週での活躍が見込まれる阪神の選手1名をテーマに、その選手の好みや形容表現などにちなんだランチメニュー1品を藤林が占い師風の口調で紹介しながら、そのメニューを食べながらの応援を阪神ファンのリスナーに勧めていた。